# Francisco Martínez Cordero
Francisco Martínez Cordero   (Ciudad Juárez, 20 de juny de 1910 - El Paso, 1993) fou un jugador de bàsquet mexicà que va competir durant la dècada de 1930.
El 1936 va prendre part en els Jocs Olímpics de Berlín, on guanyà la medalla de bronze en la competició de bàsquet. Després de la seva experiència olímpica, Martínez va jugar al bàsquet universitari amb la New Mexico A&M University de 1936 fins a 1939.